# Athyrium mupinense
Athyrium mupinense är en majbräkenväxtart som beskrevs av Christ. Athyrium mupinense ingår i släktet Athyrium och familjen Athyriaceae. Inga underarter finns listade.